# Люмнитцера
Люмнитцера (лат. Lumnitzera) — род растений семейства Комбретовые.

## Этимология
Названа в честь известного венгерского ботаника Иштвана Люмнитцера (1750—1806), одного из положивших начало систематического описания растений Центральной Европы.

## Описание
Вечнозеленые деревья высотой около 6—10 м. Образующиеся на горизонтальных корнях направленные вверх надземные коленчатые выросты способствуют снабжению кислородом тканей корней, находящихся в затопляемом, лишённом кислорода грунте. Цветки с одним кругом тычинок. Пористый пробкообразный околоплодник обеспечивает плавучесть плодов, что способствует распространению водой.
- Корни
- Ветвь с листьями
- Ствол

## Ареал
Произрастает в мангровых лесах в местах, регулярно затопляемых приливами, отделённых от моря древостоем ризофоры или авиценнии, расположенных на побережьях Индийского и западной части Тихого океанов, включая берега Восточной Африки, Мадагаскара, Азии, Северной Австралии, а также острова Фиджи и Тонга. Lumnitzera racemosa преобладает в западной части ареала, Lumnitzera littorea — в восточной.
Встречается на территории следующих стран: Австралия, Бангладеш Бруней, Камбоджа, Китай, Коморы, Фиджи, Гуам, Индия, Индонезия, Япония, Кирибати, Кения, Мадагаскар, Малайзия, Маршалловы Острова, Майотта, Федеративные Штаты Микронезии, Мьянма, Новая Каледония, Науру, Северные Марианские Острова, Папуа — Новая Гвинея, Палау, Филиппины, Сейшелы, Сингапур, Сомали, Соломоновы острова, Тайвань, Таиланд, Танзания, Тонга, Тувалу, Вануату, Вьетнам.

## Виды
Включает в себя два вида, наиболее заметным отличием между которыми является то, что Lumnitzera racemosa имеет белые цветки, а Lumnitzera littorea — красные. В районах совместного произрастания двух основных видов встречается редкий гибрид Lumnitzera ×rosea с розовыми цветками.
- Цветки Lumnitzera racemosa
- Цветки Lumnitzera littorea